# Poggiorsini
Poggiorsini es una localidad italiana de la provincia de Bari, región de Puglia, con 1.454 habitantes.

## Evolución demográfica
| Gráfica de evolución demográfica de Poggiorsini entre 1861 y 2001 |
|                                                                   |
| Fuente ISTAT - elaboración gráfica de Wikipedia                   |